# Field Emission Display
El Field Emission Display (FED) és una tecnologia emprada en sistemes de reproducció d'imatges sobre una pantalla plana que utilitza capes de fòsfor.
La tecnologia FED és similar a la convencional de raigs catòdics (CRT); aquesta però, ens permet minimitzar considerablement el gruix de les pantalles. En lloc d'un sol tub de raigs catòdics, els FED fan ús d'una matriu de petits nanotubs de carboni (microtip emitters, evolució de l'original Spindt tip) que disparen igualment els electrons. Si excitem una àrea de fòsfor amb aquest minúscul camp d'electrons farem que s'il·lumini i s'emeti més o menys brillantor depenent del grau d'excitació.
De manera general podem dir que les millores més importants que aporta respecte a les tecnologies actuals (LCD i plasma):
- Millora de color, brillantor i contrast.
- Menor consum.
- No té pèrdua de brillantor encara que fallin fins a un 20% dels emissors (il·luminació redundant).
- Major velocitat de resposta i imatges més definides sense deixar esteles.

## Funcionament

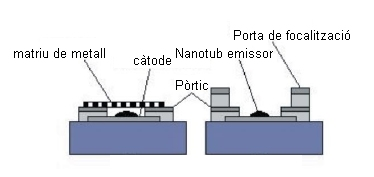
Models interns dels microtips

Existeixen dues configuracions habituals usant nanotubs. En ambdós casos els feixos d'electrons es creen a través dels microtips com a resultat dels elevats camps elèctrics aplicats a l'emissor gràcies a les diferències de potencial entre ànode i càtode.

El corrent d'electrons es controla variant el camp elèctric (equacions de Fowler-Nordheim); s'acceleren al buit i s'envien cap a la capa de fòsfor. En relació als CRT originals, és important saber que en aquest cas els electrons són generats per l'emissió de camp  ("s'arranquen" els electrons per acció exclusiva d'un camp elèctric fort) i no per emissió termal (escalfant el càtode) fent que el dispositiu consumeixi molta menys energia i pugui variar immediatament. 

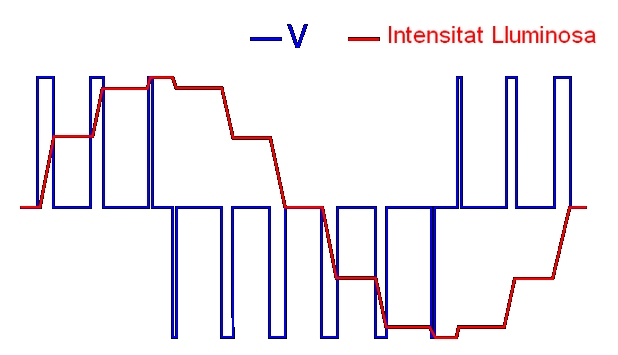
Exemple de PWM

A més el fet de treballar amb un càtode "fred" permet que pugui funcionar normalment des d'uns -40 °C fins a 85 °C.
Cal destacar que el caudal d'electrons, és a dir, la intensitat de corrent no reacciona proporcionalment al camp elèctric. Perquè el dispositiu treballi amb voltatges baixos els emissors acostumen a tenir una forma cònica o punxeguda per forçar la sortida d'electrons i es fabriquen d'un material anomenat molibdè.
Típicament són dispositius controlats per tensió; ara bé, és molt difícil d'aconseguir més de dos o tres nivells de tensió nets entre el càtode i la porta que fa d'ànode per aquest motiu la imatge s'aconsegueix modulant els valors desitjats en forma d'amplada de pols (PWM). Aquí no hi ha sistema deflexió ni màscara d'ombres; s'emeten directament i no guiats. S'ha de procurar que els electrons no colpegin qualsevol altra superfície més que l'ànode.

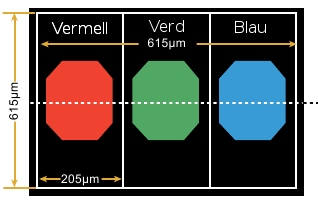
Graella RGB

Gràcies a la proximitat espacial entre els nanotubs, les pantalles FED poden evitar l'efecte de píxels morts que es dona a les televisions LCD si bé és cert que el color i intensitat de llum d'aquell píxel no serà exactament l'original.
Cada píxel es compon de tres subpíxels R, G i B; per crear la imatge amb el color desitjat cal que es "bombardegi" correctament aquesta cadena d'eslots RGB recoberta de fòsfor. Això s'aconsegueix gràcies al fet que ho fem seqüencialment i al panell de polarització. Primer es bombardeja el fòsfor verd, després el vermell i finalment el blau.

## A millorar
- El maldecap dels fabricants és que l'emissió de corrents és força irregular (provocant que la imatge també sigui irregular) i s'està treballant per tal de millorar aquest aspecte. Habitualment el que es fa és aplicar un corrent de realimentació alineat amb el càtode i que contraresta aquestes irregularitats. Tot i així la pantalla funciona en mode "saturat": cada píxel està activat o desactivat i s'aconsegueix la gamma cromàtica mitjançant la modulació per PWM com ja hem dit.

- També és un petit obstacle el fet que es treballi al buit, ja que la pressió atmosfèrica és un problema a l'hora de construir grans pantalles. Els mecanismes interns han d'evitar la implosió de la pantalla, però alhora han de ser suficientment petits i prims per ocupar l'espai entre píxels.

## FED o SED?
Una tecnologia similar al FED és el que presenta el SED (surface-conduction electron-emitter display). Basen el seu funcionament en principis molt similars, per aquest motiu és important tenir clar què ofereixen cadascuna d'elles i la diferència entre ambdues.
Totes dues tenen les qualitats pròpies del sistema CRT destacant-ne el ràpid temps de resposta i l'eficiència, la brillantor que emeten i l'ampli marge de contrast.
A efectes generals totes dues fan ús del control de feixos d'electrons per "escriure" una imatge sobre un ànode revestit de fòsfor; ara bé, les diferències més significatives sorgeixen amb alguns components electrònics i el mode en què es realitzen les operacions per mostrar la imatge.
Mentre FED fa ús dels nanotubs de carboni, el SED fa ús de l'òxid de pal·ladi combinat amb un procés de pantalles de llana i el sistema inkjet. Aquests dispositius es presentaven com una solució a la inestabilitat dels emissors FED i, de fet, Canon (propietària de la patent) ha implementat el sistema en pantalles amb resultats molt òptims.

## Present i futur
El 2001, la companyia Candescent havia fet una despesa de 600 milions de dòlars per produir FED's però el projecte es va abandonar i Canon es va fer amb els actius d'aquesta l'agost del 2004. Sony va donar el primer pas a finals del 2006 programant la producció de les primeres 1000 pantalles basades en la tecnologia dels nanotubs de carboni i malgrat l'evidència d'haver apostat fort en el consum domèstic per la gamma Bravia de televisors LCD, paral·lelament ha treballat sobre aquesta tecnologia, ja que ofereix algunes millores. A mitjans del 2007 desenvolupava el primer dispositiu FED de 1280x960 píxels, 400 cd/m², contrast 20000:1 i pixel pitch de 0,306 mm.

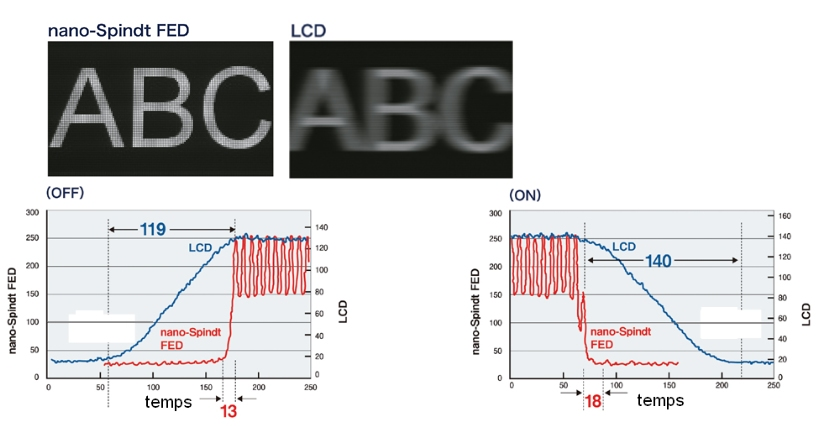
Comparativa velocitat temps de resposta entre LCD i FED

De moment les companyies asseguren que no és una tecnologia viable per a la comercialització massiva però pot ser força interessant en certs àmbits professionals.
A més a més, es presumeix que podria obtenir una eficiència energètica superior a la dels dispositius LCD o plasma i la seva fabricació més econòmica (no cal la mateixa quantitat de components ni processos).